# Peabo Bryson
Peabo Bryson, född 13 april 1951 i Greenville, South Carolina, är en sångare som bland annat har sjungit låtarna Tonight I Celebrate My Love med Roberta Flack, Beauty and the Beast med Céline Dion och A whole new world med Regina Belle, från Disneyfilmerna Skönheten och Odjuret 1991 respektive Aladdin 1992. Båda låtarna har belönats med en Oscar. Bryson har även gett ut flera album med R&B- och soulmusik. Han har även uppträtt på opera, bland annat i en uppsättning av Porgy och Bess.